# Здоровье (журнал)
«Здоровье» — ежемесячный научно-популярный российский (до 1991 — советский) журнал о здоровье человека и способах его сохранения. Издаётся в Москве с 1955 года.

## История

### Советский журнал до 1991
Журнал был учреждён в мае 1954 г. постановлением секретариата ЦК КПСС с грифом «Совершенно секретно». Издаётся (в СССР — издательством «Правда» как орган Министерств здравоохранения СССР и РСФСР) с января 1955 года.
В программной статье первого номера министр здравоохранения СССР М. Д. Ковригина заметила:

«Мы надеемся, что журнал „Здоровье“ станет для населения нашей страны учителем и другом в самом важном деле — охране здоровья человека».

Первоначально издание было органом пропаганды здорового образа жизни и санпросвета, а с приходом на должность главного редактора Марии Дмитриевны Пирадовой в 1965 году стало полноценным научно-популярным журналом.
В апреле 1956 года газета «Советский спорт» поставила себе задачу выяснить способы популяризации физкультуры как средства достижения здоровья в одноименном журнале, имея к тому времени 16 номеров, включая апрельский. Оказалось, что в арсенале «Здоровья» три приёма: советы специалистов, нарратив о «чудесах» спорта и передача опыта. Спортивным и физкультурным темам журнал посвящает как текстовый, так и иллюстративный материал, публикуя цветные фотографии туристов и спортсменов-фигуристов, лыжников и рыбаков. В № 6 за 1955 год помещён отчёт о туристском походе на Северном Кавказе по маршруту Пятигорск — Хоста. Маршрут проходил по горным малонаселённым местам, так что участники похода спали в палатках, купались в горных реках, а душ принимали под водопадами, что, по мнению газеты, должно убедить читателя в несомненной пользе для здоровья такого времяпрепровождения в свой отпуск.
Другой приём — рассказ о преодолении болезни физическими занятиями; в № 1 за 1955 год вспомнили исторические времена «каторги и ссылки» при царском режиме: Н. М. Губанов, попавший в ссылку за участие в антиправительственных действиях в 1905 году, заболевал серьёзной сердечной болезнью. предполагавшей постельный режим, но по совету доктора стал осваивать ходьбу на лыжах и с тех пор за прошедшие 50 лет не болел ни разу.
В № 5 за 1955 год используется приём «физкультура в жизни авторитетной исторической личности», известной большинству из школьной программы, в качестве которых выбраны М. В. Ломоносов, Н. Г. Чернышевский, А. М. Горький, В. В. Маяковский, Жан-Жак Руссо, В. Гюго и А. С. Пушкин. Газета находит этот опыт удачным и заслуживающим издания отдельным сборником и сожалеет, что в дальнейшем эта находка более не использовалась.
Материал писательницы Мариэтты Шагинян, опубликованный в № 1 за 1956 год, является своеобразной «передачей опыта», убедительно показывая, что только благодаря физкультуре она сохранила здоровье. При этом прямые указания на пользу физкультуры в тексте отсутствуют — писательнице удалось достичь нужного воздействия без привлечения простой пропаганды.
Убедить в необходимости занятий физкультурой — это полдела; нужно также и разъяснить — дать совет, чем и как заниматься, замечает газета, — и такие советы в журнале «Здоровье» есть, но, к сожалению, пока в ограниченном количестве и касаются они зимних видов спорта, приведённых, соответственно, в зимних номерах журнала и утренней гимнастики. Очень мало внимания уделяется спортивным играм и туризму — описанный выше материал на данное время является единственным. Упомянуты городки, но только в контексе того, что этой спортивной игрой увлекался И. П. Павлов. Подытоживая, автор «Советского спорта» признаёт, что «Здоровье» много сделало для пропаганды как физкультуры и спорта, так и их оздоровительных свойств, но всё это нужно продолжать, и продолжать активно..
Журнал был популярен в СССР, печатая как статьи «для народа», так и серьёзные материалы, а также произведения для детей. При этом «скучный энциклопедический материал» читателю давали столь увлекательно, что журнал невозможно было приобрести или достать почитать до тех пор, пока не было отменено ограничение на подписку.

### Российский журнал после 1991
Постоянно находясь в творческом поиске, журнал продолжил выходить и после распада СССР. В 1992 году Министерство здравоохранения РФ и издательство «Правда» приняли решении более не участвовать в издании журнала и уведомили об этом его редакцию; в результате 100 % акций стали принадлежать трудовому коллективу. По словам главного редактора «Здоровья» Татьяны Ефимовой, после падения тиражей была избрана тактика переориентации на продажи в розницу и размещение рекламы, при этом дешёвое народное издание становилось дорогим журналом для платёжеспособного слоя населения. Дорогое издание требует соответствующего полиграфического качества, поэтому с начала 1995 года журнал печатается в Финляндии.
Для привлечения новых читателей и поставщиков рекламы в 1995 году редакция стала пересматривать содержание издания: в интересах молодёжи и активного населения стали давать больше материалов по темам здорового образа жизни (ЗОЖ) и продления молодости; однако и старую аудиторию хотелось сохранить, поэтому в 1996 году задумали выпускать первое приложение к журналу — «Не болей», куда постепенно перемещались «народные» темы, связанные с проблемами с самочувствием; это приложение в 1997—2004 гг. размещалось внутри журнала, а потом перешло в разряд отдельных изданий. Затем, с 1997 года, издательство стало публиковать второе приложение «Для тех, кто лечит и лечится», профессионально ориентированное на докторов.
С 2012 года у журнала появилась онлайн-версия. Регистрационный номер журнала: ПИ № ФС 77-65373.
По состоянию на начало 2025 года кредо журнала следующее:

«Мы формируем убеждение, что здоровье — это ключ к удовольствиям. А забота о себе — приятная и содержательная часть жизни.»

## Журнал в культуре
- Пассажир держит журнал в короткометражной художественной ленте «Стюардесса».
- В фильме «Семь невест ефрейтора Збруева» попутчик Збруева, православный священнослужитель в исполнении Леонида Куравлёва просматривает один из номеров за 1969 год, обсуждая прочитанное.
- В картине «Меж высоких хлебов» главный герой Павло Стручок, которого играет Евгений Леонов, читает журнал в киевской парикмахерской.
- В фильме «Старший сын» герой Михаила Боярского Сильва смотрит за тем, как героиня Светланы Крючковой Наталья читает журнал во дворе на лавочке и комментирует: «„Здоровье“? Так и знал. Все сейчас читают „Здоровье“».
- В детском фильме «По секрету всему свету» герой Фёдора Никитина учитель Сергей Петрович по прозвищу «Кол» достаёт из почтового ящика номер «Здоровья».
- В комедии «Иван Васильевич меняет профессию» герой Юрия Яковлева Бунша замечает, целуя ручку царице: «Журнал „Здоровье“ так и пишет: нервные клетки не восстанавливаются».
- В одном из сюжетов рубрики «Деревня дураков» тележурнала «Каламбур» мужик, герой в исполнении Сергея Гладкова после прочтения журнала «Здоровье» пугается прочитанного и пробует отказаться от вредных привычек.

## Тираж
- 1955 г. — 50 000
- 1957 г. — 300 000[11]
- 1959 г. — 500 000
- Июнь, 1963 г. — 1 000 000
- Июнь, 1967 г. — 8 000 000
- 1972 г. — 10 000 000[1]
- 1985 г. — 16 500 000
- 1990 г. — 18 155 000 (зарегистрирован в Книге рекордов Гиннеса)[2]
- Декабрь, 1991 — 8 632 000
- Декабрь, 1997 — 250 000
- Июнь, 2000 г. — 185 000
- 2016 г. — 170 000[2]
- 2025 г. — 60 000[10]

## Главные редакторы
- Курашов С. В. (1955 — май, 1961)[3];
- Ершов В. С. (июнь, 1961—1965)[3];
- Пирадова М. Д. (1965 — март, 1989)[3];
- Главный редактор не указан (апрель, 1989);
- Белянчикова Ю. В. (май, 1989—1993);
- Фёдорова Т. В. (1993—1998)[3];
- Шустова О. В. (1998—2000)[3];
- Ефимова Т. Я. (с 2000)[3];